# Амар Дас
Амар Дас (ґурмукхі: ਗੁਰੂ ਅਮਰ ਦਾਸ}}; 5 травня 1479 — 1 вересня 1574) — 3-й гуру сикхів в 1552—1574 роках. Дата народженні і успіння цього гуру є святами сикхів.

## Життєпис
Походив з родини прихильників вайшнавізму. Син Тадж-Бхан Бхаллі й Бахти Каура. Народився в селі Басарке 1479 року. Замолоду одружився з Мансі Деві, у шлюбі мав 4 дітей.
Вважається, що він здійснив близько 20 прощ до Гімалаїв, до Харідвара на річці Ганг. Близько 1539 року під час однієї такої прощі він зустрів індуїстського ченця (садху), який запитав його, чому в нього немає гуру, і Амар Дас вирішив отримати його. Повернувшись, він почув, як Бібі Амро, донька сикхського гуру Ангад Дева, співала гімн Гуру Нанака. Він дізнався від неї про Ангада, і з її допомогою зустрів другого того, ставши учнем.
Відомий своїм невпинним служінням гуру Ангаду, з легендами про прокидання рано і принесення води для ванни свого гуру, прибирання та приготування їжі для інших учнів, а також багато часу присвячуючи медитації та молитви вранці та ввечері. Зрештою гуру Ангад назвав Амар Даса своїм наступником у 1552 році, замість того, свого сина Дату. Останній підняв заколот серед сикхів,утворивши зрештою окрему секту.
Амар Дас переніс свою резиденцію до села Гоїндвал. За його керування сикхська громада консолідувалась, утворивши 22 манджі (округи) у різних частинах Індостану, на чолі яких постали масандами (довірені особи гуру). Особливо зростає її вплив у Пенджабі. Став  створювати поселення, де мешкали виключно  сикхи та започаткував традицію облаштування колодяців-баолі, що ставали місцем паломництва.
Прагнучи зробити громаду добре організованою та згуртованою, Амар Дас встановив, що 2 на рік — навесні в місяці байсакх (квітень-травень) та восени на Дівалі — вся громада збирається біля гуру. Разом з тим впровадив щорічні пожертви до скарбниці гуру.
Він виховував сикхів у дусі загального братерства незалежно від касти, чому сприяли спільні обіди, впроваджені у звичай ще гуру Нанаком, але які стали при Амар Дасі елементом ритуалу — ланґару. Аман Дас неодмінно пригощав усіх своїх відвідувачів, перш ніж вони могли звернутися до нього. Амар Дас приділяв багато уваги розробці повсякденного сикхського ритуалу, різним традиціям общинного життя, зробив багато для того, щоб усунути нерівність жінок, заборонивши паранджу та саті. Він заохочував своїх послідовників прокидатися до світанку, робити обмивання, а потім медитувати в тихому усамітненні.
Відомо про зустріч у 1567 році Амір Даса з могольським падишахом Акбаром, який розглядав сикхів як сумирну секту, дозволивши їй вільно існувати. За сикхською легендою Амар Дас переконав падишаха скасувати податок на індуїстських прочан, які їдуть до Харідвара.
До Аді Грантху, як вважається, увійшло 907 гімнів Амар Даса, тобто близько 15 % загального тексту. Перед смертю обрав місце для спорудження священного храму, але його будівництво розпочали за наступного гуру.
Помер Амар Дас у 1574 році в Гоїндвалі. Новим гуру став його учень Рам Дас.